# Villino Cattoretti
Il Villino Cattoretti, noto anche come Cà-Torretta, è una storica residenza di Casorate Sempione in provincia di Varese.

## Storia
Il villino venne terminato nell'anno 1900 (tale data è dipinta nel centro del fregio che appare sul muro esterno del balcone, tra rami e foglie) secondo i progetti dell'architetto Cecilio Arpesani per Piero Cattoretti, industriale locale attivo nel settore dei ricami a macchina. La costruzione della residenza venne affidata al capomastro Eugenio Cattoretti, fratello del committente.

## Descrizione
La villa sorge su di un colle, immersa nei boschi presso Casorate Sempione. Si presenta come un massiccio edificio di stile eclettico caratterizzato dalla sobrietà e dall'austerità tipiche dell'architettura lombarda e in particolar modo del romanico lombardo, caratteristica fortemente ricercata dal committente. Si compone di un piano seminterrato, di un piano rialzato, due piani superiori, destinati alle camere, e di una torre, che raggiunge un'altezza di 30 metri.
La facciata, rivestita in mattone, presenta uno zoccolo realizzato con una pietra granitica locale e una fascia di calce con motivi a graffito all'ultimo piano. La gronda in legno è sorretta da mensole, anch'esse lignee. Completano la composizione aperture ad arco di varia foggia, semplici, a bifora e a trifora. Un loggiato permette l'accesso alla villa.
Le sale interne della villa presentano soffitti a cassettoni e decorazioni a graffito e a fresco realizzate -come quella esterna- dal noto pittore Ettore Rusca, già autore dei restauri delle decorazioni pittoriche del Castello Sforzesco di Milano in occasione del restauro di Luca Beltrami.
La predominanza della torre sull'intero edificio suggerì al proprietario il nome di Ca-Toretta che egli volle imporre al villino, giocando sull'assonanza tra il nome della villa e il nome della famiglia Cattoretti.